# Catalisi
La catalisi (dal verbo greco καταλύειν, che significa rompere, sciogliere) è un fenomeno chimico attraverso il quale la velocità di una reazione chimica subisce delle variazioni per l'intervento di una sostanza (o una miscela di sostanze) detta catalizzatore, che non viene consumata dal procedere della reazione stessa.
Con il termine catalisi si intende anche una branca della chimica, afferente in particolare alla chimica industriale, che studia sintesi, caratterizzazione, design e messa a punto di molecole adatte a coprire il ruolo di catalizzatori per il miglioramento o anche la messa in atto stessa delle più svariate reazioni.

## Principi generali

Andamento dell'energia potenziale per una generica reazione X + Y → Z. In presenza del catalizzatore, il normale cammino di reazione (in nero) viene alterato (in rosso), in modo da avere una energia di attivazione più bassa. Le condizioni cinetiche sono quindi differenti, mentre le condizioni termodinamiche restano invariate.

Il principio generale della catalisi consiste nella variazione del meccanismo di reazione, e quindi dei vari "salti" (corrispondenti al valore dell'energia di attivazione) che i reagenti devono compiere per arrivare ai prodotti. L'effetto della catalisi è di natura cinetica, e non termodinamica: l'azione del catalizzatore infatti modifica gli stadi intermedi di una reazione, ma non ne modifica gli stati finali. Questo significa che la catalisi non influisce sulla possibilità o meno che una reazione ha di svolgersi.
Nella maggioranza dei casi sfruttati nella pratica, la catalisi conduce a percorsi di reazione caratterizzati da una minore energia di attivazione totale, con un conseguente aumento della velocità di reazione; ci sono anche casi in cui l'intervento di un catalizzatore implica meccanismi che abbassano la velocità: si parla in questo caso di catalisi negativa o inibizione (e il catalizzatore viene più propriamente chiamato inibitore della reazione).
In base alla fase in cui si trova il catalizzatore, si hanno due tipi di catalisi:
- catalisi omogenea: se il catalizzatore è disciolto nel mezzo di reazione, cioè si trova nella stessa fase (ad esempio liquida) in cui sono presenti i reagenti;
- catalisi eterogenea: se il catalizzatore e i reagenti non sono nella stessa fase (ad esempio se il catalizzatore è un solido finemente disperso in un ambiente di reazione fluido).

## Applicazioni
Un esempio pratico di catalisi è la marmitta catalitica. Nell'ambito della chimica industriale, il meccanismo della catalisi viene sfruttato in una moltitudine di processi chimici, tra cui la produzione di fibre sintetiche, di medicinali e di additivi alimentari.

### La catalisi nei sistemi biologici
In biochimica, l'azione di catalizzatore viene svolta dagli enzimi, che sono particolari proteine prodotte dalle cellule in maniera finemente regolata, a partire dai corrispettivi geni nel DNA. I reagenti che si legano all'enzima per reagire prendono il nome di "substrato". Gli enzimi sono altamente selettivi, ovvero grazie ad essi i reagenti seguono una sola reazione chimica tra le tante reazioni chimiche possibili.

Rappresentazione dell'azione catalitica di un enzima

## Storia
Il termine catalisi fu introdotto da Berzélius nel 1836. Nel 1814 Kirchhoff riporta l'idrolisi dell'amido catalizzata dagli acidi, nel 1817 Humphry Davy scopre che l'introduzione di platino caldo in un miscuglio d'aria e di gas di città scalda al calor bianco il metallo.
Nel 1824 Henry riporta l'avvelenamento di un catalizzatore: l'etilene inibisce la reazione tra idrogeno e ossigeno su platino. Nota allora un'ossidazione selettiva nella reazione tra l'ossigeno ed un miscuglio gassoso composto da idrogeno, monossido di carbonio e metano.
Nel 1845 William Robert Grove dimostra che un filamento di platino è ugualmente un buon catalizzatore per la scomposizione dell'acqua in idrogeno e ossigeno. Nel 1871 Deacon sviluppa il processo di ossidazione dell'acido cloridrico, utilizzando un catalizzatore fatto con un mattone d'argilla impregnato di sale di rame. Nel 1877 Lemoine dimostra che la scomposizione dell'acido iodico in idrogeno raggiunge lo stesso punto di equilibrio a 350 °C anche se la reazione è condotta senza catalizzatore (platino). Questa proprietà è confermata due anni più tardi da Bertholet con l'esterificazione degli acidi organici e l'idrolisi degli acidi esteri, in cui l'equilibrio della reazione resta identico, che si usi o meno un catalizzatore.
All'inizio del XX secolo Wilhelm Normann realizza l'idrogenazione dell'acido oleico (acido cis-9-ottadecenoico, C17H33COOH) liquido in acido stearico (acido ottadecanoico, C17H35COOH) solido su nichel finemente suddiviso. Questo processo di idrogenazione è ancora utilizzata in numerosi settori (alimentazione, farmacia, saponifici, profumeria, vernici, ecc.) ed il nichel resta il catalizzatore principale per applicazioni di questo genere.
La sintesi dell'ammoniaca (NH3) a partire dall'azoto e dall'idrogeno è stata svolta da Fritz Haber per mezzo di un apparecchio ad alta pressione ed in presenza di Fe3O4 polverizzato. L'ammoniaca può essere ossidata in ossidi di azoto per ossidazione su platino e fungere da materia prima per la produzione di acido nitrico (HNO3).
Nel 1923 BASF produce metanolo a partire da monossido di carbonio e idrogeno su un catalizzatore a base di ossido di zinco e ossido di cromo. Nello stesso periodo il metodo Fischer-Tropsch permette di ottenere alcani, alcheni e alcoli a partire da monossido di carbonio e idrogeno, per mezzo di un catalizzatore a base di ferro e di cobalto.
L'ossidazione catalitica del diossido di zolfo in triossido di zolfo su ossido di vanadio (V) (V2O5) permette la sintesi su grande scala dell'acido solforico.
Alla fine degli anni trenta, compare il cracking catalitico, che offre la possibilità di rompere i legami C-C. Il metodo Houdry utilizza un catalizzatore a base di argilla di tipo montmorillonite trattata con acidi e permette di rompere le grandi molecole del petrolio, tipicamente contenute nel gasolio, nelle più piccole molecole che formano la benzina. Durante lo stesso decennio l'ossidazione selettiva dell'etilene in ossido di etilene su un catalizzatore a base di argento è messa a punto, sviluppata e commercializzata dalla Union Carbide. Tutti questi metodi permettono di avere accesso su scala industriale a prodotti di base della chimica, aprendo così la via allo sviluppo della chimica di base e della chimica fine.
I progressi degli anni '30 relativi alla catalisi stimolarono lo sviluppo della sintesi chimica per produzioni sempre più differenziate. La polimerizzazione si sviluppò utilizzando le molecole di base prodotte dai processi visti in precedenza.

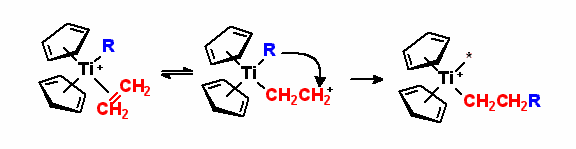
Reazioni coinvolte nel processo di Ziegler-Natta

Negli anni cinquanta vengono sintetizzati il polietilene, il polipropilene, e il polibutadiene grazie ai catalizzatori di Ziegler-Natta, a base di organometallica. 
Nell'industria petrolifera si afferma l'idrodesolforazione su catalizzatori a base di solfuro di cobalto e di molibdeno.
Gli anni sessanta segnano la comparsa delle zeoliti di sintesi attive e selettive per l'isomerizzazione degli alcani. Questi materiali divengono oggetto di studi intensi per le loro proprietà catalitiche ed i ricercatori mettono a punto numerose zeoliti adeguate alle reazioni da catalizzare ma anche alla forma delle molecole di substrato, grazie al controllo della dimensione dei siti catalitici.
Le reazioni messe in campo conducono a molecole sempre più diverse:
- l'ammonossidazione del propilene su catalizzatori a base di ossidi di bismuto e di molibdeno conduce alla produzione dell'acrilonitrile
- l'ossidazione di propano o propilene su catalizzatori a base di molibdeno e vanadio produce acido acrilico[4][5].
- l'ossiclorurazione dell'etilene su catalizzatori a base di cloruro di rame portano al cloruro di vinile.

Il decennio '70 vede nascere la marmitta catalitica a base di platino, rodio e palladio. È in quest'epoca che si sviluppa su scala industriale la catalisi enzimatica, permettendo lo sviluppo delle penicilline semisintetiche e l'isomerizzazione del glucosio in fruttosio. Un metodo di studio della catalisi enzimatica è quello descritto nel modello di Michaelis-Menten.
Gli sforzi intrapresi in occasione della scoperta delle zeoliti sintetiche si traducono su scala industriale negli anni ottanta: il metodo methanol to gasoline (o MTG, in italiano: da metanolo a benzina) permette di produrre benzina a partire dal metanolo grazie ad una zeolite H-ZSM5.
Sono stati intrapresi significativi sforzi di ricerca per la conversione catalitica di risorse biogeniche e CO2 in combustibili liquidi e gassosi.
La chimica fine non è esente da questi sviluppi; un esempio è la sintesi della vitamina K4 per mezzo di un catalizzatore a base di platino.